# Estación Manzanares
Manzanares es una estación ferroviaria ubicada en la localidad homónima, Partido del Pilar, Provincia de Buenos Aires, Argentina.
La estación se encuentra en el centro del pueblo, que está ubicado a 5 km de la Ruta Nacional 8 que une las ciudades de Pilar y San Antonio de Areco.

## Servicios
A partir del 25 de mayo de 2014, la Línea San Martín extendió su recorrido hasta la estación Domingo Cabred, pasando por Manzanares. En 2017 el gobierno nacional decidió suprimir los servicios directos a Cabred, con lo cual los usuarios debían hacer transbordo en Pilar. Con el tiempo dejo de realizarse ese transbordo en Pilar, pero durante 2023 nuevamente se implemento el transbordo en Pilar decayendo mucho el servicio en el trascurso de 2024 con permanentes cancelaciones y hasta llegar a estar 2 semanas sin servicio las estaciones Manzanares y Cabred lo que muchos llegaron a pensar en un inminente cierre de ambas estaciones  

## Ubicación
La estación se encuentra exactamente en el km 65 del ramal Retiro - Junín.

## Imágenes

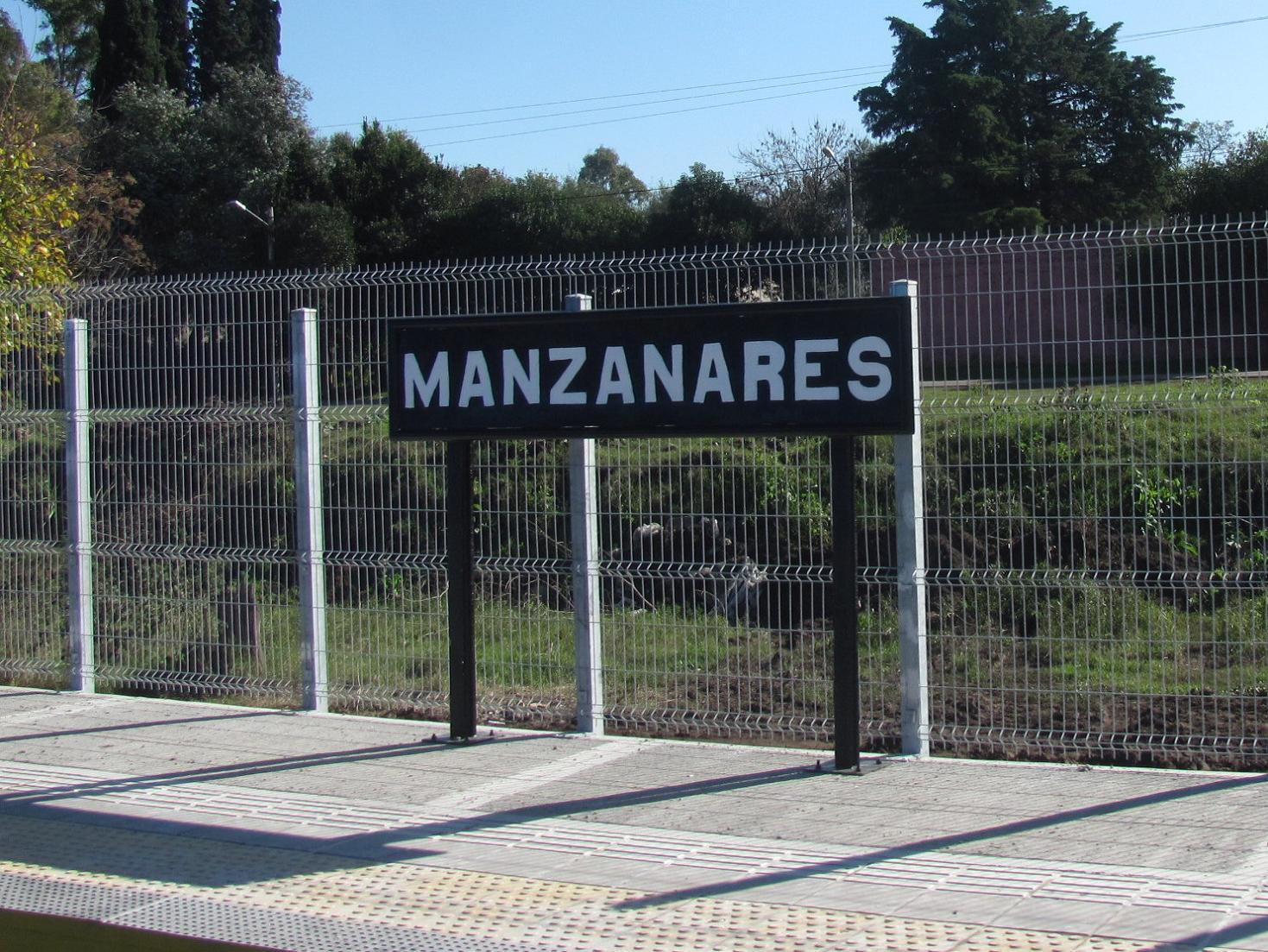
Nomenclador de la estación en un andén elevado